# Río Frío de Juárez
Río Frío de Juárez, eller enbart Río Frío, är en ort i Mexiko, tillhörande Ixtapaluca kommun i delstaten Mexiko. Río Frío de Juárez ligger i den centrala delen av landet och tillhör Mexico Citys storstadsområde. Orten hade 5 774 invånare vid folkmätningen 2010.

## Galleri

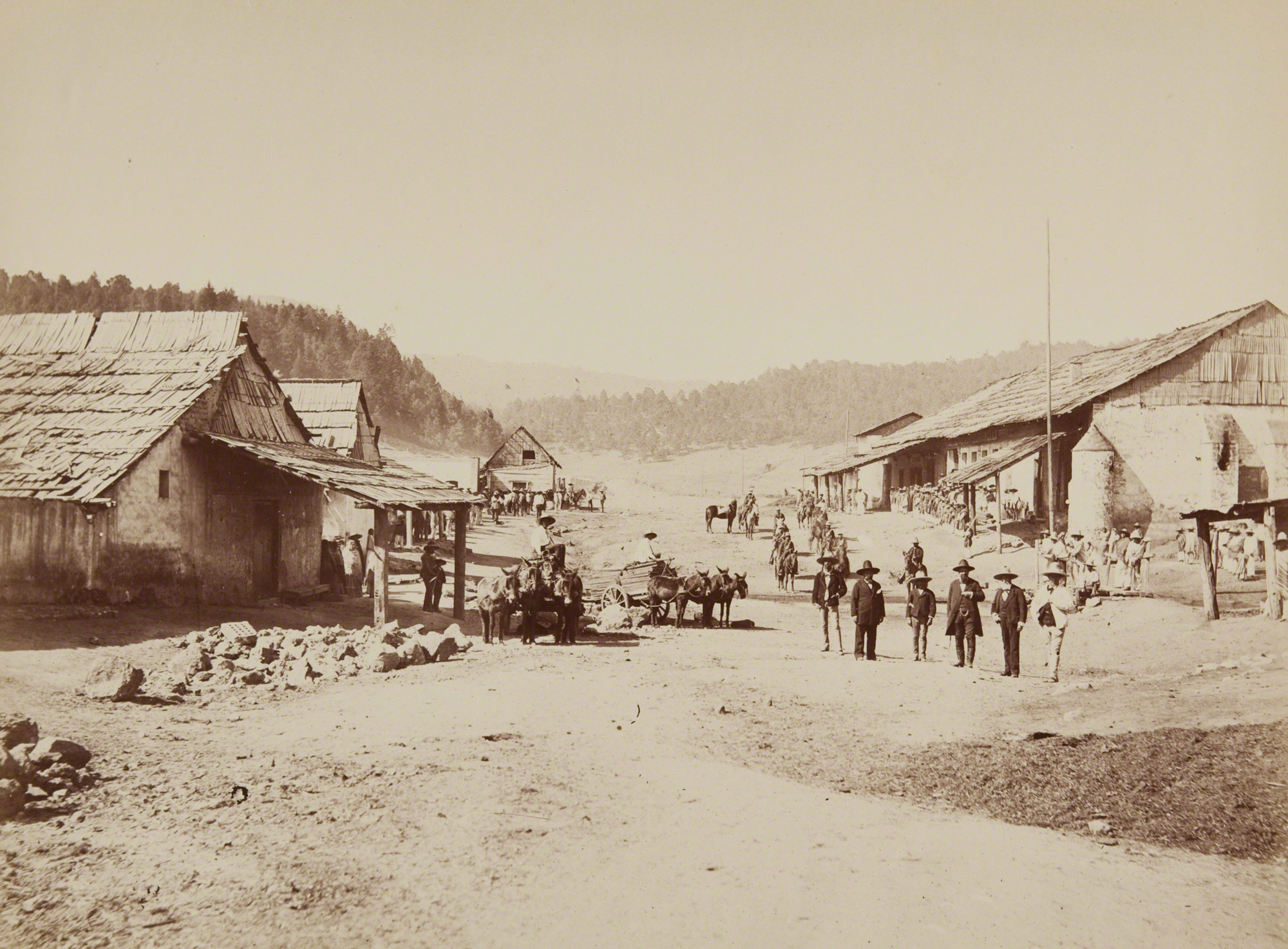
Foto från Río Frío de Juarez, sent 1800-tal.
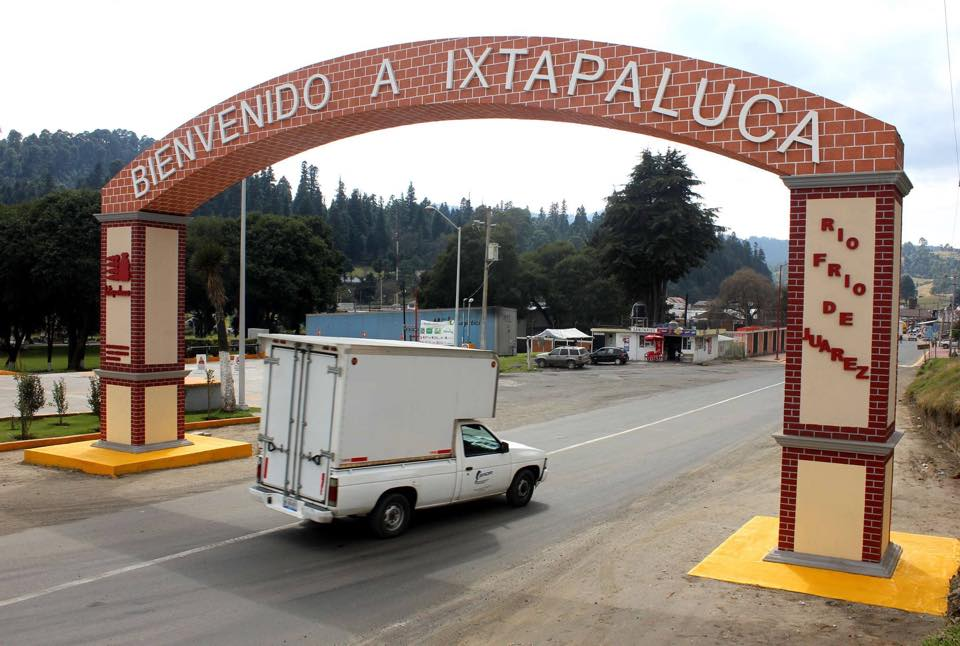
Välkomnande till Río Frío de Juarez